# Eupithecia kasloata
Eupithecia kasloata là một loài bướm đêm trong họ Geometridae.